# Cabo Corrientes (México)
El cabo Corrientes es un cabo de México localizado en la costa del océano Pacífico, perteneciente al estado de Jalisco.
El cabo marca el punto más meridional de la bahía de Banderas, en la que se encuentran el puerto y la ciudad balnearia de Puerto Vallarta. El municipio en el que se encuentra el cabo también se conoce como Cabo Corrientes.  El cabo Corrientes es un hito importante de la navegación, que figuran en la primera cartografía de la región. Los navegantes de crucero se refieren a veces a este cabo como la punta Concepción de México.

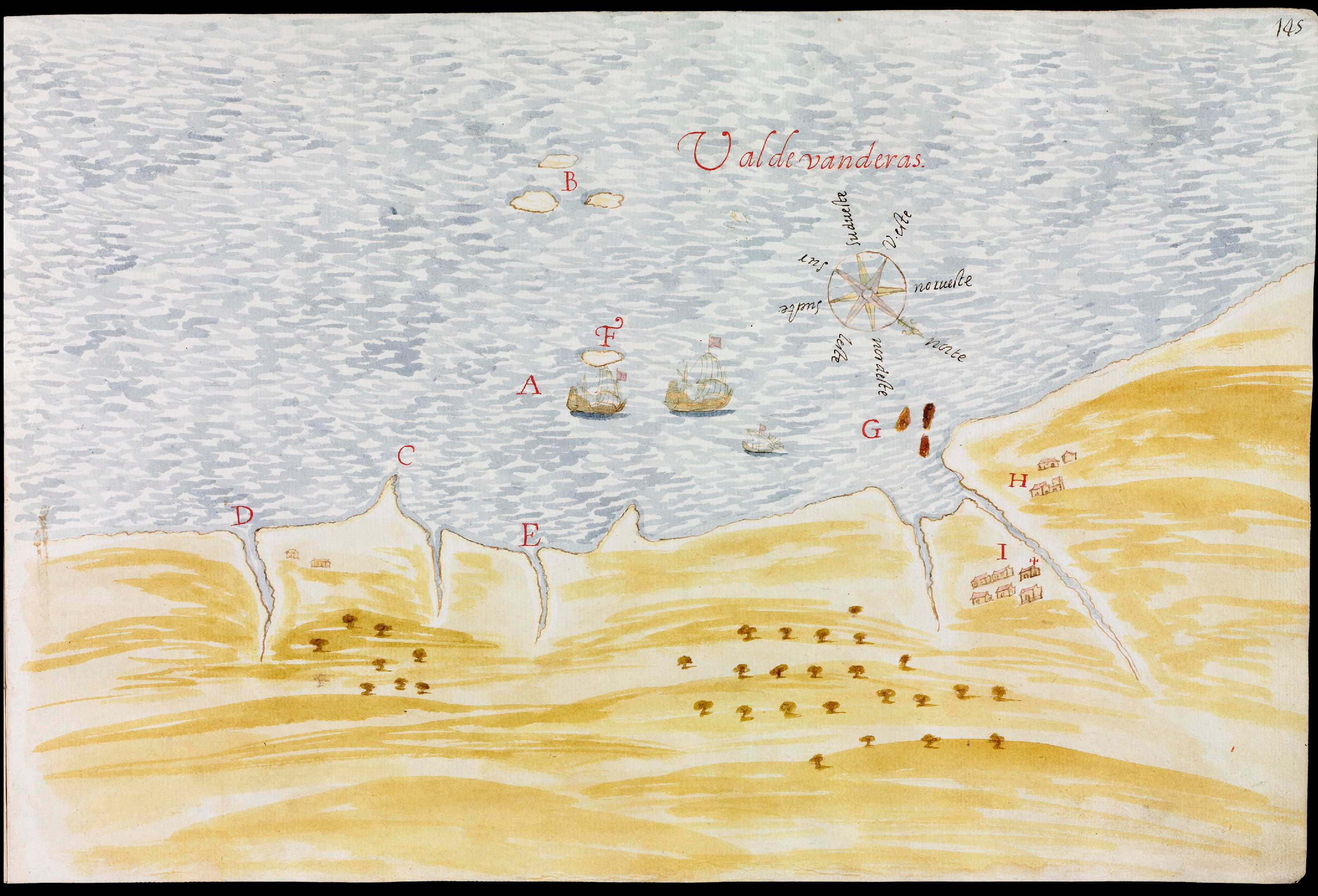
Mapa español del que muestra el cabo Corrientes, señalado con la letra C.